# Otto von Oelhafen
Otto von Oelhafen volledige naam Otto Emil Georg Sixtus von Oelhafen (Würzburg, 8 juni 1886 – München, 13 maart 1952) was een Duitse officier en SS-Gruppenführer en Generalleutnant in de politie tijdens de Tweede Wereldoorlog. Hij was onder andere ook hoofdcommissaris van de politie in München en Befehlshaber der Ordnungspolizei (BdO) in het Rijkscommissariaat Oekraïne. Hij leidde daar de massamoord op de Joden.

## Leven
Otto von Oelhafen werd op 8 juni 1886 in Würzburg geboren. Na de basisschool ging hij van 1896 tot 1899 naar het gymnasium in Bamberg. Na school koos hij voor een carrière in het Beiers leger. Hij werd naar de cadettenschool in München gestuurd. Van daaruit werd hij als Fähnrich bij het Königlich Bayerisches 2. Feldartillerie-Regiment „Horn“ in Würzburg geplaatst. Na krap 1 jaar ging hij naar de militaire academie in München, en sloot deze opleiding in februari 1907 als officier af. In de rang van een Leutnant werd Oelhafen van oktober 1909 tot juli 1910 naar de Koninklijke Beierse artillerie- en ingenieursschool gestuurd.

### Eerste Wereldoorlog
Na de uitbraak van de Eerste Wereldoorlog werd Oelhafen als adjudant in de 1e afdeling van zijn stamregiment met de rang van een Oberleutnant geplaatst. Van maart 1915 tot november 1917 was hij batterijleider bij het 20. Feldartillerie-Regiment. Aansluitende was hij tot eind maart 1918 commandant van de 2e afdeling. hij werd op 27 september 1916 tot Hauptmann bevorderd. Vanaf eind maart 1918 was hij commandant van het 4e batterij en behoorde tot de staf van het regiment. In mei 1918 werd Oelhafen overgeplaatst naar de 84. Landwehr-Brigade, en werd kort daarop in de staf van het Artillerie-Kommandeurs Nr. 125 en, in juni 1918 in de staf van het Artillerie-Kommandeurs Nr. 129 ingezet.

### Nationaal Socialisme
Na de overname van de macht door de nationaalsocialisten, was Oelhafen begin juni 1933 tot september 1937 in de rang van een Oberstleutnant de commandant van de Schutzpolizei  München. Begin van juli 1934 na de moord op August Schneidhuber in de Röhm-Putsch was hij waarnemend dan wel plaatsvervangende van het Münchner politiedepartement. Van oktober 1937 tot eind mei 1938 werkte hij in de rang van een Oberst der Schutzpolizei als commandant van de Schutzpolizei Dresden, en daarna tot begin december 1939 eerst als plaatsvervangend, later als inspecteur in de Ordnungspolizei (IdO) Saksen.
In de loop van de Anschluss was Oelhafen leider van de politiegroep 8, en daarna tot het einde van april 1938 als IdO verantwoordelijk voor Stiermarken, Karinthië en Lienz. Na de bezetting van het Sudetenland, was hij begin oktober 1938 tot het begin van december 1938 commandant van het 1e politie-regiment en BdO district „Nord-Böhmen“ in Aussig.
Oelhafen werd aanvang mei 1937 lid van de NSDAP. Op 20 april 1939 werd hij op eigen verzoek in de rang van een SS-Standartenführer in de SS opgenomen.

### Tweede Wereldoorlog
Na het begin van de Tweede Wereldoorlog, in het begin van januari 1940 was Oelhafen IdO van het Wehrkreis I (1e militaire district) met zijn kantoor in Koningsbergen. Op 6 oktober 1940 werd hij tot Generalmajor der Polizei bevorderd. Aanvang mei 1941 volgde hij Jürgen von Kamptz op als BdO in het Protectoraat Bohemen en Moravië, met zijn kantoor in Praag. Hij werd in deze functie begin september 1941 door Paul Riege afgelost.
Na operatie Barbarossa, was Oelhafen van september 1941 tot oktober 1942 BdO in Oekraïne met zijn kantoor in Kiev. Oelhafen was ook gezaghebbend betrokken in Oekraïne als een dader van de holocaust, zo leidde hij in november 1941 de Einsatzgruppe C (EZ C) tijdens een massamoord op Joden in Rivne, deze eenheid was nog niet operationeel. In samenwerking met de lokale Gebietskommissar Werner Beer, stelde hij uit de politiebataljons 69, 315, 320, van de Ostkompanie en eigen personeel van de Einsatzkomma 5 een moordcommando samen, deze vermoorden 17.000 Joden. In december 1941 werd hij tot SS-Gruppenführer en Generalleutnant in de politie bevorderd. Hij leidde vanaf het begin van september 1942 tot 10 oktober 1942 de "staf voor het bestrijden van bendes" bij de Höherer SS- und Polizeiführer (HSSPF) Oekraïne. Hij werd door Adolf von Bomhard opgevolgd.

### Einde van de oorlog
In hoeverre Oelhafen na de oorlog is gedenazificeerd is, is onbekend. Hij werd echter als getuige in de Processen van Neurenberg op 5 en 28 mei 1947 verhoord. Hij leefde hierna in Lichtenfels. Er is verder niets bekend over het verloop van zijn leven.

### Familie
Oelhafen trouwde op 25 maart 1920 met Edith Reder, het echtpaar kreeg twee kinderen.

## Carrière
Oelhafen bekleedde verschillende rangen in zowel de Allgemeine-SS als Waffen-SS. De volgende tabel laat zien dat de bevorderingen niet synchroon liepen.
| Datum                                             | Beiers leger | Reichswehr          | Politie                                  | Allgemeine-SS          |
| ------------------------------------------------- | ------------ | ------------------- | ---------------------------------------- | ---------------------- |
| 6 juli 1905                                       | Fähnrich     | —                   | —                                        | —                      |
| 8 maart 1907                                      | Leutnant     | —                   | —                                        | —                      |
| 18 augustus 1914                                  | Oberleutnant | —                   | —                                        | —                      |
| 27 september 1916                                 | Hauptmann    | —                   | —                                        | —                      |
| 30 september 1920                                 | —            | Charakter als Major | —                                        | —                      |
| 1 oktober 1920                                    | —            | —                   | Hauptmann der Polizei                    | —                      |
| 1 augustus 1928 - 1931                            | —            | —                   | Major der Schutzpolizei                  | —                      |
| 1 juni 1933                                       | —            | —                   | Oberstleutnant der Polizei               | —                      |
| 30 januari 1936                                   | —            | —                   | Oberst der Schutzpolizei                 | —                      |
| 30 januari 1939                                   | —            | —                   | —                                        | SS-Obersturmbannführer |
| 20 april 1939                                     | —            | —                   | —                                        | SS-Standartenführer    |
| 20 april 1940 (met RDA van 20 april 1940)         | —            | —                   | Charakter als Generalmajor in de politie | —                      |
| 20 april 1940                                     | —            | —                   | —                                        | SS-Oberführer          |
| 30 oktober 1940 (met RDA van 6 oktober 1940)      | —            | —                   | Generalmajor in de politie               | —                      |
| 21 februari 1941 (met ingang van 30 januari 1941) | —            | —                   | —                                        | SS-Brigadeführer       |
| 9 december 1941 (met ingang van 1 oktober 1941)   | —            | —                   | Generalleutnant in de politie            | —                      |
| 12 december 1941                                  | —            | —                   | —                                        | SS-Gruppenführer       |

## Lidmaatschapsnummers
- NSDAP-nr.: 4 736 616 (lid geworden mei 1937[5][1][3])
- SS-nr.: 327 493 (lid geworden 20 januari 1939[5][1])

## Onderscheidingen
Selectie:
- IJzeren Kruis 1914, 1e Klasse[10] (27 juni 1917[10][9]) en 2e Klasse[10][8] (24[9] september 1914[5][3])
- Kruis voor Oorlogsverdienste, 1e Klasse en 2e Klasse met Zwaarden[5][8][3][9]
- Dienstonderscheiding van de Politie, 1e Klasse (25 dienstjaren)[5][3][9]
- Kruis der Vierde Klasse in de Orde van Militaire Verdienste met Zwaarden op 25 december 1914[5][3]
- Ereteken voor Duitse Volkshulp, 2e Klasse[5][3][9]
- Erekruis voor Frontstrijders in de Wereldoorlog[5][8] in 1934[3][10]
- Ludwigsmedaille[5] in 1905[3]
- Julleuchter der SS in december 1939[3][9]
- Ehrendegen des Reichsführers-SS[10] op 26 mei 1940[9]